# Kościół św. Anny w Rožnovie pod Radhoštěm
Kościół św. Anny w Rožnovie pod Radhoštěm (czes. Kostel svaté Anny) – drewniany kościół, obecnie fragment ekspozycji  Valašskégo muzeum v přírodě w  Rožnovie pod Radhoštěm.
Kościół św. Anny wpisany został na listę zabytków pod numerem 46272/8-303 jako element muzeum. 

## Historia
Kościół drewniany w Rožnovie pod Radhoštěm istniał przed 1490. W latach 1745–1749 na jego miejscu wybudowany został murowany kościół w stylu barokowym. 
Przy tworzeniu Valašskégo muzeum nie zdecydowano się na odtwarzanie dawnego rožnowskiego kościoła. Obecny kościół św. Anny wybudowany na terenie skansenu jest kopią kościoła ze wsi Větřkovice (obecnie część Kopřivnice), który spłonął w 1887 roku. Budowa świątyni trwała od 1938 do 1942. Postawiony kościół różni się od oryginału - zmieniony jest kształt hełmu oraz przedsionek, który został tak rozbudowany, że objął sobą całe przyziemie wieży. We wnętrzu kościoła znajdują się zabytki z różnych, nieistniejących już drewnianych kościołów.

## Galeria

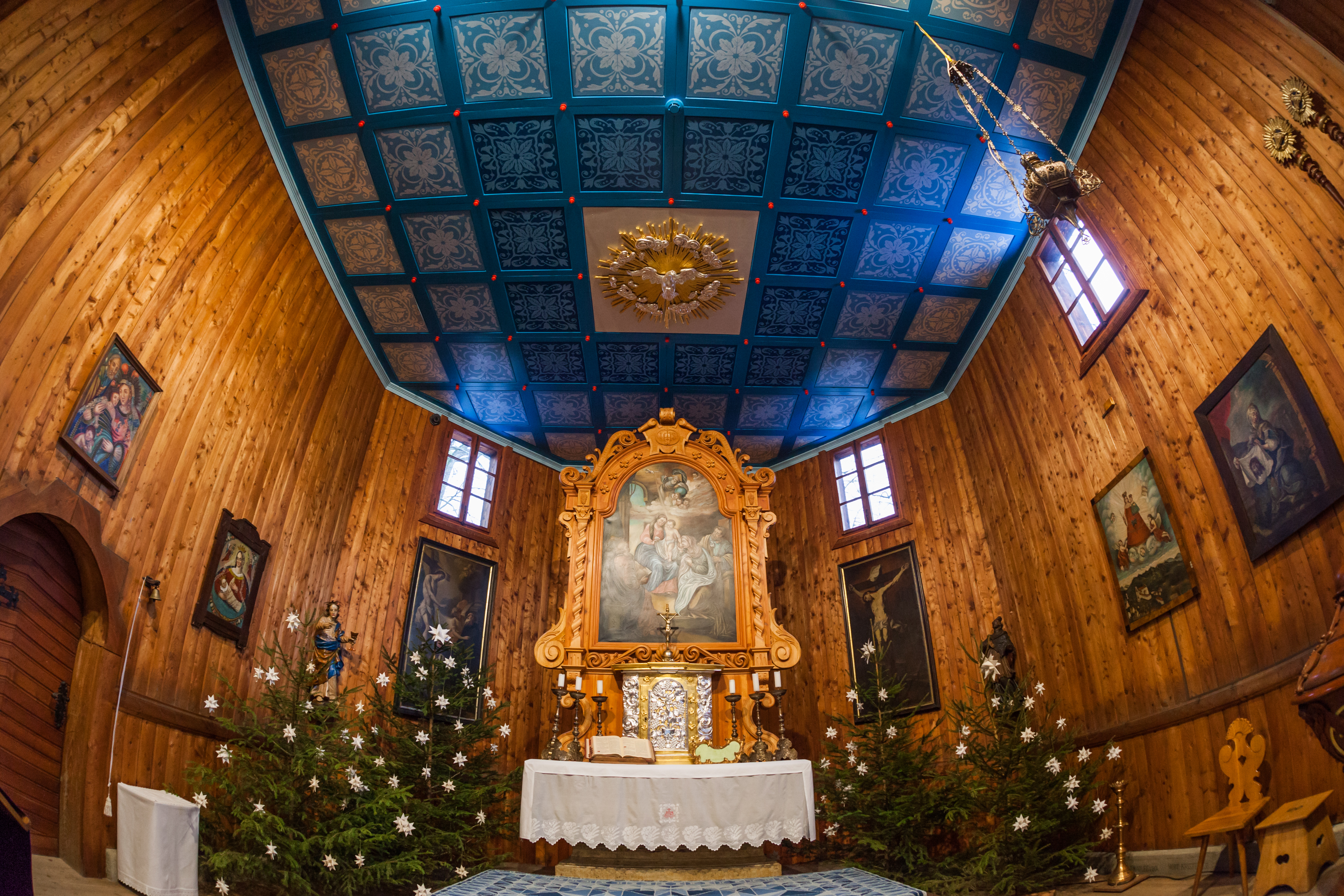
Prezbiterium
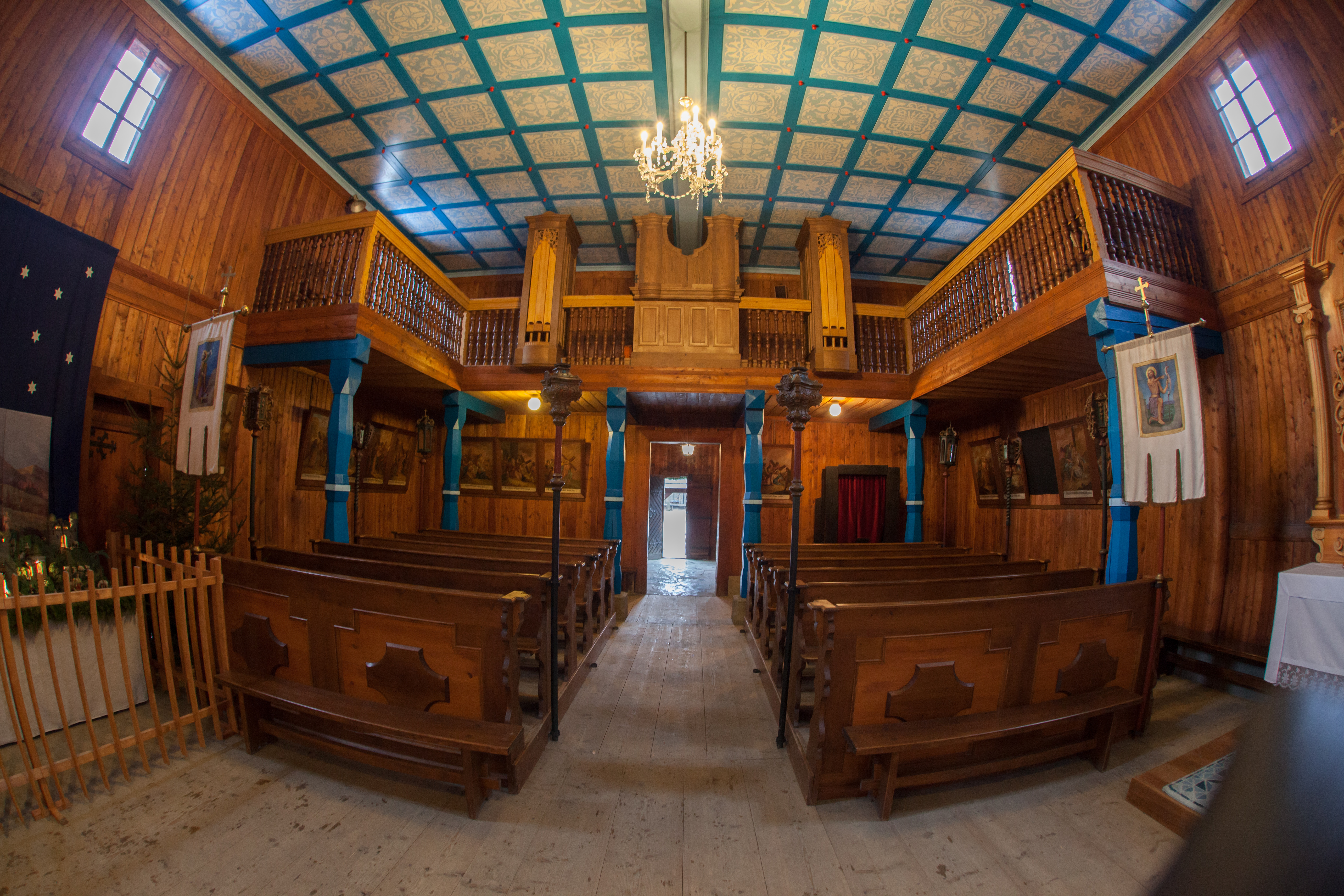
Chór muzyczny
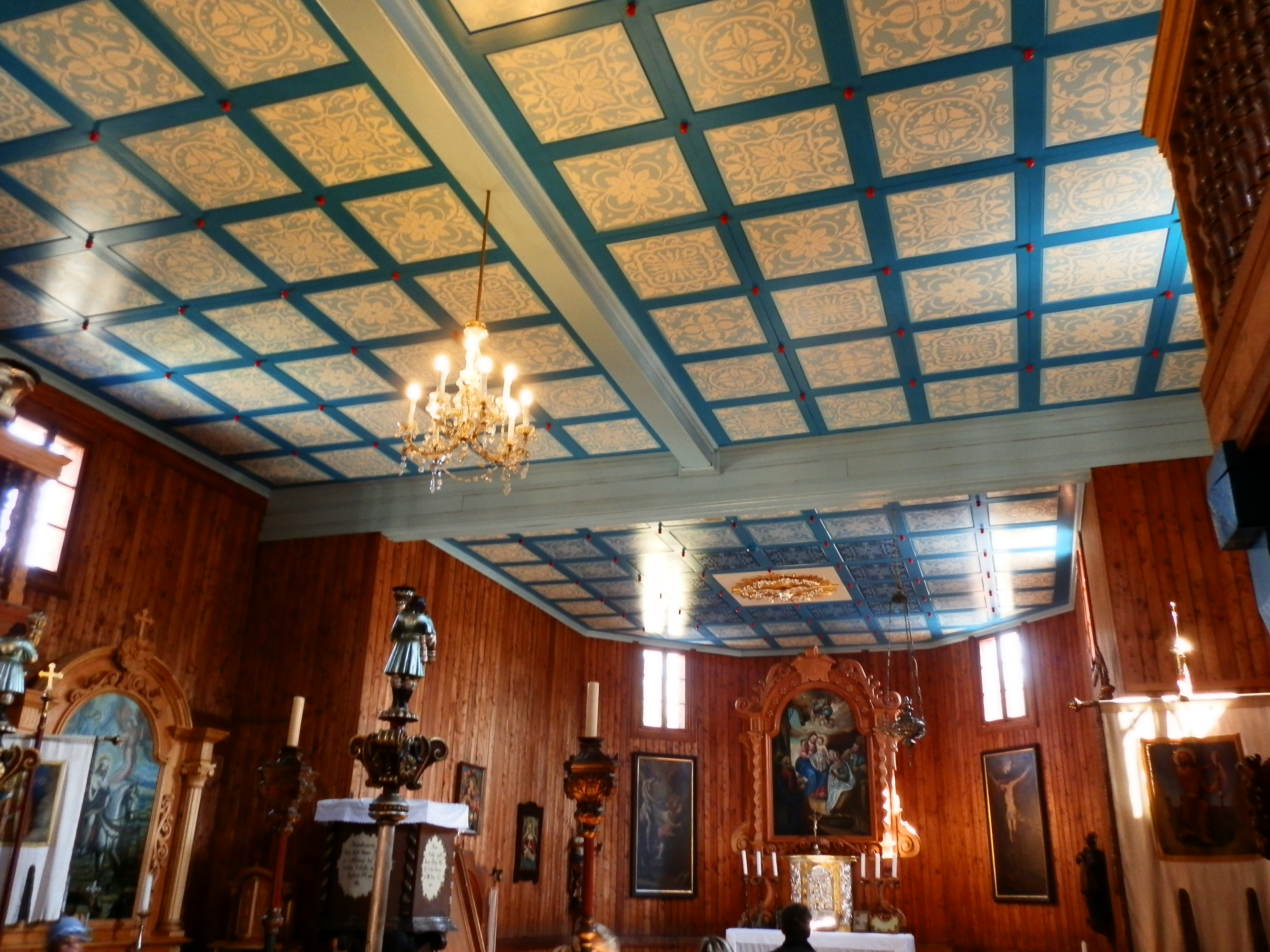
Strop
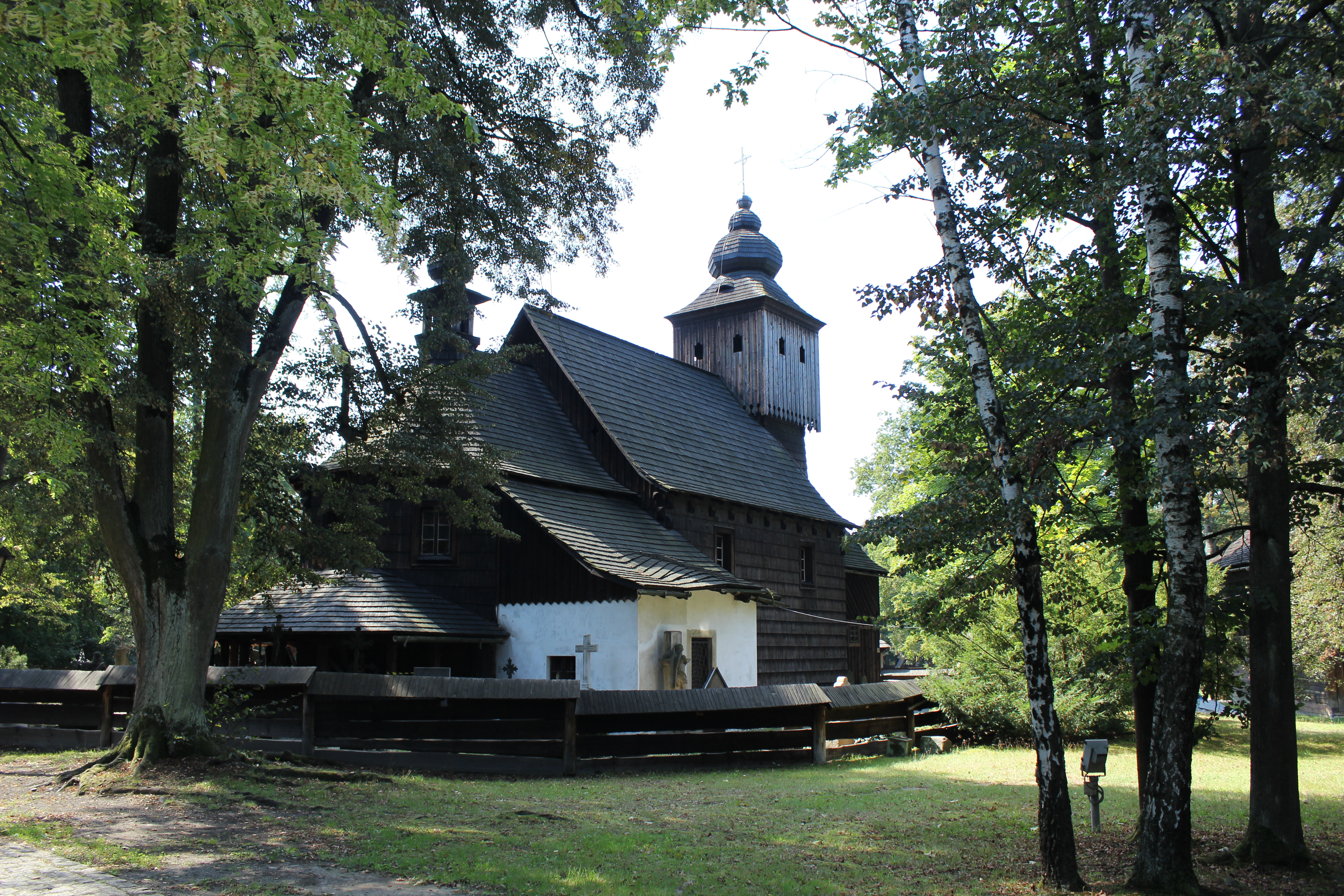
Widok od strony prezbiterium